# Mackenziellidae
Mackenziellidae är en familj av urinsekter. Mackenziellidae ingår i ordningen hoppstjärtar, klassen urinsekter, fylumet leddjur och riket djur.
Familjen innehåller bara släktet Mackenziella.